# Polskie Radio Chopin
Polskie Radio Chopin – tematyczny kanał cyfrowy Polskiego Radia nadający w systemie DAB+ oraz w Internecie, skupiony w całości na muzyce klasycznej. Działalność redakcji zainaugurowało uruchomienie sygnału 11 listopada 2017 r. o godzinie 12.00. Emisję testową stacja rozpoczęła 9 listopada 2017 po godzinie 23:00, zastępując Polskie Radio Rytm, a program ruszył 11 listopada 2017 roku o 12:00. 
W latach 2017–2024 dyrektorem radia był prof. dr hab. Marcin Gmys, w lutym 2024 zastąpił go Piotr Matwiejczuk.  
Program Polskiego Radia Chopin oparty jest na zasobach rozgłośni, powtarzając audycje zrealizowane uprzednio, a także nieliczne, wybrane programy z zasobów Drugiego Programu Polskiego Radia. Audycją, która przybliża słuchaczom aktualne wydarzenia muzyczne, (komentarze, zapowiedzi, prezentacja nowości płytowych i książkowych) jest nadawana w każdą ostatnią niedzielę miesiąca „W tempie rubato” (autorstwa Jakuba Puchalskiego). Na bieżąco też komentowane są warszawskie Konkursy Chopinowskie, gdy w gronie dyskutantów w studio znajdują się zarówno współpracujący ze stacją koncertujący pianiści (Andrzej Ratusiński, Marek Szlezer, Marek Bracha), jak i krytycy muzyczni (Małgorzata Pęcińska, Jakub Puchalski).
Zespół współpracowników składa się zarówno z doświadczonych publicystów radiowych, jak i licznie pozyskanych młodych redaktorów. Swoje autorskie audycje prowadzą w nim: Artur Bielecki, Marek Bracha, Mariusz Gradowski, Maciej Grzybowski, Danuta Gwizdalanka, Marcin Jachim, Marta Jankowska, Wojciech Krzyżanowski, Monika Mandau, Dariusz Marciniszyn, Małgorzata Pęcińska, Jakub Puchalski, Magdalena Sawicka, Anna Skulska, Kamila Stępień-Kutera, Piotr Wojciechowski. Na antenie można usłyszeć też wybranych dziennikarzy radiowej Jedynki (Adama Rozlacha, Pawła Sztompke) i Dwójki (Klaudię Baranowską, Magdalenę Łoś, Marcina Majchrowskiego, Różę Światczyńską), literaturoznawców Iwonę Puchalską i Jakuba Beczka, a także – w audycjach archiwalnych – nieżyjących już: Stanisława Dybowskiego, prof. Mieczysława Tomaszewskiego i red. Jana Webera.
Redakcja podejmuje szereg działań promocyjnych dla muzyki swego patrona oraz szerzej – muzyki klasycznej: od 2018 r. organizuje Festiwal Polskiego Radia Chopin w Antoninie, a od 2021 pianistyczny konkurs chopinowski online dla dzieci i młodzieży do 18. roku życia pod nazwą „Alternatywa Konkursowa Polskiego Radia Chopin”. Polskie Radio Chopin zainicjowało także cykle koncertowe: „Podaj PIN do Chopina, czyli Chopin online” (seria występów rejestrowanych w Studiu Koncertowym im. Witolda Lutosławskiego i udostępnianych na YouTube) oraz „Chopin na Rakowieckiej” (seria recitali transmitowanych na antenie z Muzeum Żołnierzy Wyklętych i Więźniów Politycznych PRL).
Rozgłośnia zrealizowała również cieszącą się szczególnym powodzeniem serię filmów edukacyjnych „Katedra fortepianu Polskiego Radia Chopin”, w której wystąpił Jan Frycz oraz pianiści Marek Drewnowski (sezon I) i Marek Szlezer (sezon II).
Polskie Radio Chopin jest także wydawcą serii płytowej „Z archiwum Polskiego Radia”, przypominającej nagrania ukryte w radiowych zbiorach. Do tej pory opublikowano sześć tytułów, a bohaterami płyt byli: Witold Małcużyński, Mieczysław Horszowski, Leopold Stokowski, Barbara Hesse-Bukowska, Andrzej Ratusiński oraz kompozytor Eugeniusz Morawski. Redakcja jest też jedynym polskim członkiem International Classical Music Awards. 
W 2022 r. – z okazji piątej rocznicy swego powstania – redakcja anteny zorganizowała najdłuższą, w blisko stuletniej historii całego Polskiego Radia, transmisję, podczas której przez prawie 30 godzin relacjonowane były wydarzenia Maratonu Chopinowskiego. W tym czasie ponad 80 muzyków z Polski, Ukrainy, Japonii i Niemiec wykonało wszystkie kompozycje Chopina opatrzone numerami opusowymi. Druga odsłona wydarzenia odbyła się w 2023.
Według badań Polskiego Radia Chopin słucha codziennie 6-8 tys. słuchaczy. Działalność rozgłośni śledzić można poprzez stronę internetową, a także na Facebooku (ponad 18 tys. obserwatorów – stan na listopad 2023), YouTube (ponad 850 filmów, łączna liczba odsłon powyżej 2,3 miliona) oraz Instagramie. 

## Programy
- Konkursy Chopinowskie
- Muzyka epoki Chopina
- Laureaci nagrody Polskiego Radia i nagród dodatkowych w Konkursach Chopinowskich
- Polacy w Konkursach Chopinowskich
- Paderewski i Chopin – pokrewieństwa nie tylko z wyboru
- Laureaci Konkursów Chopinowskich
- Chopin live
- Metafizyka Chopinowska
- Chopin. Uniwersum
- Chopin osobisty
- Romantyczne brzmienia
- Drogi i bezdroża romantycznego koncertu fortepianowego
- Ten piękny wiek XIX
- Chop-in-pop
- Złoty wiek muzyki kameralnej
- Lekcja mistrzowska
- Czarne na białych
- Interpretacja niejedno ma imię: Chopin historyczny czy współczesny?
- Na jazzowo (Andrzej Zieliński)
- Arcydzieło miesiąca
- Szlakiem Chopina
- Chopin i świat ukraińskiego romantyzmu
- Szlakiem Chopina
- Weekendowe Potpourri
- Nie samym Chopinem...
- Kino Polonia. Chopin
- Muzycy o Chopinie
- Chopin. Odloty-przyloty
- Chopin talk
- Chopin: konteksty, kontrasty, konfrontacje
- Orkiestra epoki Chopina
- Chopina dzieła wszystkie
- W salonie PR Chopin
- W tempie Rubato
- Ze skarbnicy światowej fonografii
- Romantyczne Weberiana, czyli antenowe powroty Jana Webera
- Ut musica poesis - eseje na temat związków muzyki i poezji